# Сон (рослина)
Сон (Pulsatilla) — рід квіткових рослин родини жовтецеві (Ranunculaceae).

## Опис

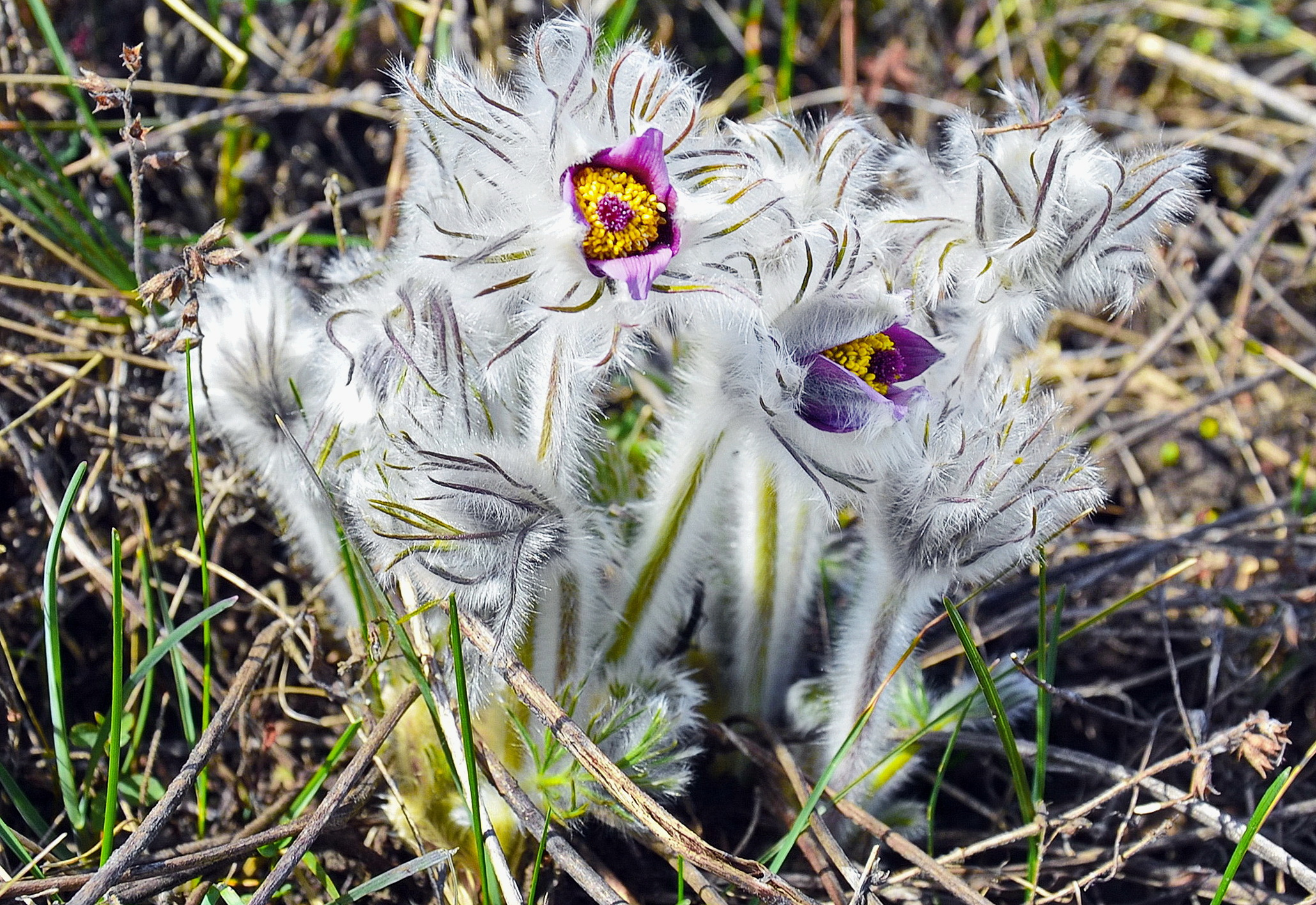
Сон (Pulsatilla) ранньою весною

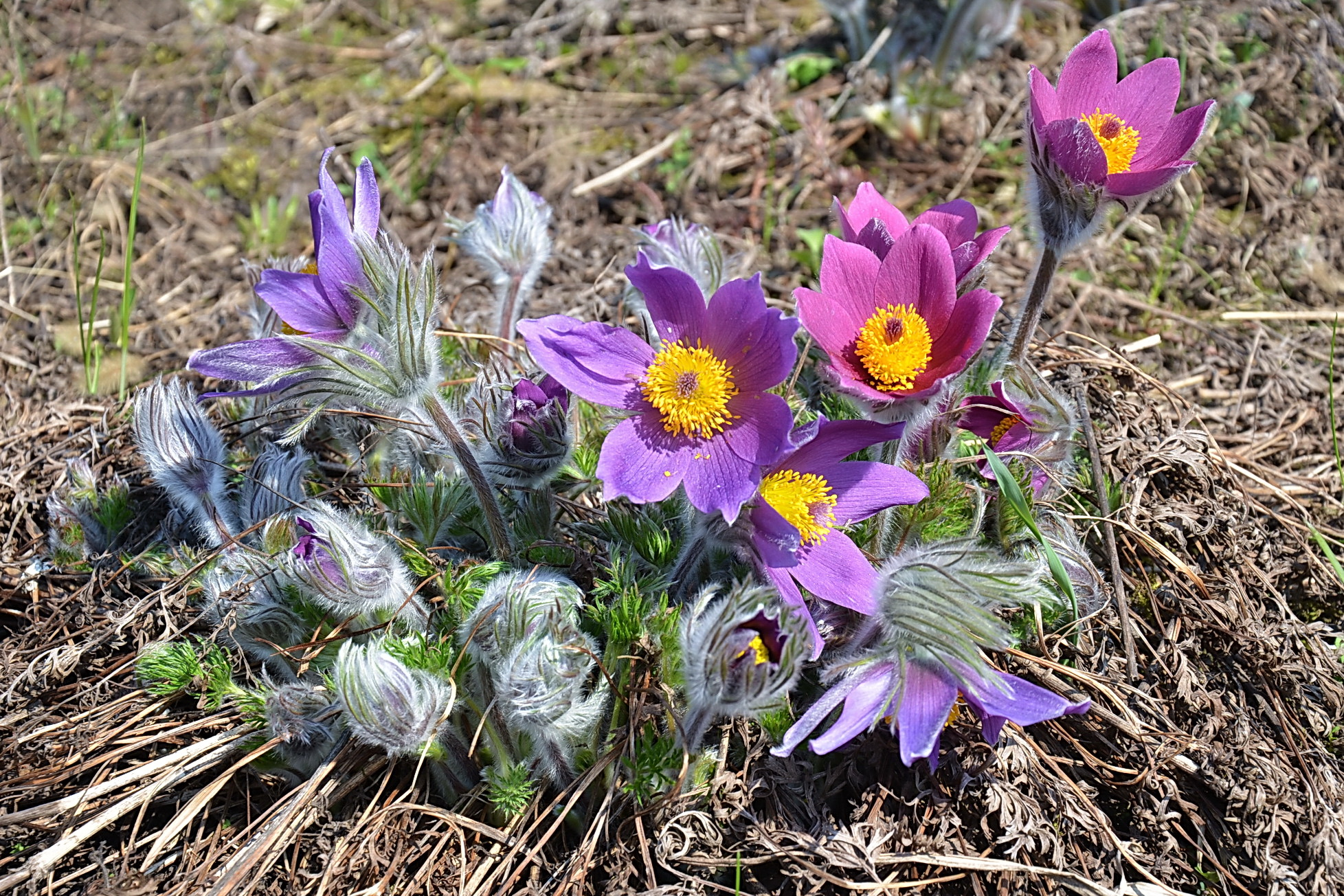
Сон (Pulsatilla) в квітні

Це багаторічні рослини з кореневищами і прикореневими листками. Квітконосне стебло з покривалом із зелених, пальчасто-багаторозсічених зрослих при основі листочків, одноквіткове. Оцвітина проста, з 5-6 забарвлених листочків. Тичинки і маточки численні, останні з довгими перистими стовпчиками. Плоди — численні сім'янки, які несуть на верхівці довгі перисті стовпчики.  

## Класифікація
Рід містить близько 30 видів:
- Pulsatilla alba Reichenb. = Pulsatilla alpina (L.) Delarbre — сон білий
- Pulsatilla albana (Stev.) Bercht. & J.Presl
- Pulsatilla ajanensis Regel et Til.
- Pulsatilla ambigua (Turcz. ex Hayek) Juz.
- Pulsatilla aurea (Sommier et Levier) Juz.
- Pulsatilla bungeana C.A.Mey.
- Pulsatilla campanella Fisch. ex Krylov
- Pulsatilla cernua (Thunb.) Berchtold & Presl
- Pulsatilla chinensis (Bunge) Regel
- Pulsatilla dahurica (Fisch. ex DC.) Spreng.
- Pulsatilla grandis Wend. — сон великий
- Pulsatilla halleri Willd. — сон Галлера
- Pulsatilla kostyczewii (Korsh.) Juz.
- Pulsatilla montana Rchb.
- Pulsatilla millefolium (Hemsl. & E.H.Wilson) Ulbr.
- Pulsatilla nigricans Storck, Syn.: Pulsatilla pratensis subsp. nigricans Zamels
- Pulsatilla oenipontana Dalla Torre et Sarnth
- Pulsatilla patens (L.) Mill. — сон розкритий
- Pulsatilla pratensis (L.) Mill.  — сон лучний
- Pulsatilla rubra Delarbre
- Pulsatilla slavica G. Reuss
- Pulsatilla styriaca (GA Pritzel) Simonkai
- Pulsatilla sukaczevii Juz.
- Pulsatilla tatewakii Kudo
- Pulsatilla taurica Juz. = Pulsatilla halleri subsp. taurica (Juz.) K.Krause
- Pulsatilla tenuiloba (Hayek) Juz.
- Pulsatilla turczaninovii Krylov & Serg.
- Pulsatilla vernalis (L.) Mill.
- Pulsatilla vulgaris Mill. — сон звичайний
- Pulsatilla wolfgangiana Juz.,

з них в Україні росте 6(7?) видів: сон білий (P. alba), сон великий (P. grandis), сон Галлера (P. halleri), сон розкритий (широколистий) (P. patens), сон лучний (лучний) (P. pratensis), та сон звичайний (P. vulgaris), Pulsatilla montana?.